# Великочернігівська сільська громада
Великочернігівська сільська об'єднана територіальна громада — колишня об'єднана територіальна громада в Україні, в Станично-Луганському районі Луганської області, з адміністративним центром в селі Велика Чернігівка.
Площа громади — 158,55 кв. км, населення — 2 001 (2018 р.).
Утворена 20 липня 2018 року шляхом об'єднання Великочернігівської та Верхньобогданівської сільських рад Станично-Луганського району Луганської області.
Ліквідована у 2020 році, відповідно до перспективного плану формування територій громад Луганської області, з приєднанням території до складу Нижньотеплівської сільської територіальної громади новоствореного Щастинського району Луганської області.

## Населені пункти
До складу громади входили села Велика Чернігівка та Верхньобогданівка Станично-Луганського району. 